# Martin Degville
Martin Degville (Walsall, 27 januari 1961) is een Britse zanger die in de jaren tachtig bekend werd als leadzanger van de new waveband Sigue Sigue Sputnik.

## Levensloop

### Ontwerper
Degville is / was een modeontwerper en verkocht als zodanig zijn eigen kledij vooraleer hij eerder uit het niets een muzikale carrière begon. Begin jaren tachtig ontmoette hij Tony James in "Yaya", een nachtclub in Birmingham waar hij een vaste gast was. Hij trad ook op als dragqueen in die club. James vroeg hem of hij het zag zitten om in zijn nieuwe band te zingen. Degville stemde in, hoewel hij geen noot kon zingen. James zei dat dat de bedoeling was en dat het imago op de eerste plaats kwam.

### Sigue Sigue Sputnik
Drie andere "muzikanten" – Neal X, Chris Kavanagh en Ray Mayhew – die niet professioneel actief waren, vervoegden Degville en James (op verzoek van die laatste). Sigue Sigue Sputnik was geboren, met invloeden van new wave en punk die sterk avant-garde wat aanleunde bij de techno van nu. Tony James was de eigenlijke stichter van de band, maar Degville werd de leadzanger. Hij schreef de songteksten, die vaak somber en oppervlakkig waren, en ontwierp de kledij en pruiken van de band.
Met de band was Degville in 1986, door de release van "Love Missile F1-11", even het middelpunt van een rage. Sigue Sigue Sputnik behaalde met het nummer de eerste plaats in de Spaanse hitlijsten, maar het succes was van korte duur en de hype doofde al even snel weer uit. Sigue Sigue Sputnik, de originele bezetting, hield na twee albums op te bestaan in 1989. Later volgden vele reünies, in 2001 met Neal X en Tony James.

### Latere carrière
Uiteindelijk ging Degville alleen verder. James verplichtte hem om een andere naam te kiezen voor de bands waarmee hij wou optreden. Namen waarmee hij heeft opgetreden waren "Sputnik2" en "Sigue Sigue Sputnik Electronic". Degville draaide voorts enkele pornografische films na de stopzetting van de originele Sigue Sigue Sputnik. In 2020 beperkt hij zich tot optredens, vaak in Duitsland.

## Discografie (selectie)
met Sigue Sigue Sputnik
- Flaunt It (1986)
- Dress for Excess (1988)
- The First Generation (compilatie, 1990)
- Piratespace (2001)